# Regensburg Royals
Die Regensburg Royals waren ein deutscher American-Football-Verein aus Regensburg. Der 1987 gegründete Verein bestand zunächst bis 1996 und wurde 2016 als Abteilung der SG Walhalla neugegründet. Im Januar 2018 gründeten die Royals einen eigenständigen Verein und nutzen die Anlage des SC Regendorf.

## Geschichte
In der dritten Liga gestartet, erfolgte 1989 der Aufstieg in die 2. Bundesliga. Zwei Jahre später gelang dann der Aufstieg in die 1. Bundesliga, die Meisterschaft in der 2. Liga entschied dabei der gewonnene direkte Vergleich gegenüber den Königsbrunn Ants. In der Bundesliga erreichten die Royals in ihrer ersten Saison 1992 die Playoffs um den German Bowl. Vor 2.410 Zuschauern in Berlin mussten sie sich gleich im Viertelfinale dem amtierenden Meister Berlin Adler mit 14:27 geschlagen geben. 1994 erreichten sie erneut die Playoffs, mussten sich allerdings im Viertelfinale den Berlin Adlern, vor 2.317 Zuschauern, mit 22:42 geschlagen geben. 1995 konnten die Royals nur noch zwei Siege erringen und beendeten die Saison auf dem vorletzten Platz. Aus finanziellen Gründen und Spielermangel zogen sich die Royals im Frühjahr 1996, kurz vor Beginn der neuen Saison, aus der 1. Bundesliga zurück.